# DFB-Jugend-Kicker-Pokal 1986/87
Der DFB-Jugend-Kicker-Pokal 1987 war die 1. Auflage dieses Wettbewerbes. Sieger wurde der 1. FC Nürnberg, das im Finale Borussia Mönchengladbach mit 2:1 besiegte.

## Teilnehmende Mannschaften
Am Wettbewerb nahmen die Juniorenpokalsieger bzw. dessen Vertreter aus den damaligen 16 Landesverbänden des DFB teil:
| Regionalverband Nord | Regionalverband West                                                                               | Regionalverband Südwest                                                                   | Regionalverband Süd | Berlin                        |
| --- | -------------------------------------------------------------------------------------------------- | ----------------------------------------------------------------------------------------- | --- | ----------------------------- |
| - Schleswig-Holstein: TSB Flensburg - Hamburg: Hamburger SV - Bremen: OT Bremen - Niedersachsen: Eintracht Braunschweig | - Westfalen: FC Schalke 04 - Mittelrhein: Alemannia Aachen - Niederrhein: Borussia Mönchengladbach | - Rheinland: Germania Metternich - Südwest: FK Pirmasens - Saarland: Borussia Neunkirchen | - Hessen: SV Darmstadt 98 - Baden: SV Waldhof Mannheim - Südbaden: SV Kuppenheim - Württemberg: TSB Schwäbisch Gmünd - Bayern: 1. FC Nürnberg | - Berlin: Blau-Weiß 90 Berlin |

## Achtelfinale
| Gruppe Nord-West:   |                          |           |                        |
| So 14.06., 11:00    | Borussia Mönchengladbach | 7:0       | Blau-Weiß 90 Berlin    |
| So 14.06., 11:00    | FC Schalke 04            | 2:1 n. V. | Eintracht Braunschweig |
| Sa 13.06., 15:00    | TSB Flensburg            | 2:0       | OT Bremen              |
| So 14.06., 11:00    | Alemannia Aachen         | 3:2       | Hamburger SV           |
| Gruppe Süd-Südwest: |                          |           |                        |
| So 14.06., 10:30    | SV Darmstadt 98          | 1:2 n. V. | 1. FC Nürnberg         |
| So 14.06., 11:00    | FC Germania Metternich   | 2:0       | TSB Schwäbisch Gmünd   |
| So 14.06., 11:00    | Borussia Neunkirchen     | 4:3       | SV Kuppenheim          |
| So 14.06., 10:45    | FK Pirmasens             | 2:1       | SV Waldhof Mannheim    |

## Viertelfinale
| Gruppe Nord-West:   |                          |     |                        |
| So 21.06., 11:00    | Borussia Mönchengladbach | 3:1 | FC Schalke 04          |
| So 21.06., 11:00    | TSB Flensburg            | 1:4 | Alemannia Aachen       |
| Gruppe Süd-Südwest: |                          |     |                        |
| Sa 20.06., 15:30    | 1. FC Nürnberg           | 2:0 | FC Germania Metternich |
| So 21.06., 10:30    | Borussia Neunkirchen     | 5:2 | FK Pirmasens           |

## Halbfinale
| Gruppe Nord-West:   |                          |     |                      |
| So 28.06., 11:00    | Borussia Mönchengladbach | 1:0 | Alemannia Aachen     |
| Gruppe Süd-Südwest: |                          |     |                      |
| So 28.06., 10:30    | 1. FC Nürnberg           | 1:0 | Borussia Neunkirchen |

## Finale
| Paarung                  | Borussia Mönchengladbach – 1. FC Nürnberg |
| Ergebnis                 | 1:2 (0:0) |
| Datum                    | 4. Juli 1987 um 15:00 Uhr |
| Stadion                  | Grenzlandstadion, Rheydt |
| Zuschauer                | 1.300 |
| Schiedsrichter           | Karl-Josef Assenmacher (Hürth) |
| Tore                     | 0:1 Norbert Röhrer (44.) 1:1 Michael Jurcic (55.) 1:2 Yener Sentürk (75.) |
| Borussia Mönchengladbach | Michael Stockschläger – Santner – Jansen, Göbbels – Ferber (52. Karlheinz Pflipsen), Lothar Schrade, Delano Ketter, Stefan Effenberg – Thomas Hebben, Michael Jurcic, Mario Ketelaer Cheftrainer: Hans-Gerd Schommen               |
| 1. FC Nürnberg           | Peter Romeis – Thomas Lang – Fikret Kaptan, Frank Grimm, Norbert Schilling (67. Jürgen Stirnweiß) – Bernd Meyer, Manfred Frauenknecht, Norbert Röhrer, Thomas Ziemer – Yener Sentürk, Frank Schleicher Cheftrainer: Manfred Rüsing |
| Gelbe Karten             | Jansen – keine |
| Zeitstrafen              | Jansen – keine |